# Пан Цзяин
Пан Цзяин (кит. 庞佳颖; род. 6 января 1985 года, Шанхай, КНР) — китайская пловчиха, выступавшая в плавании вольным стилем на дистанциях 50, 100, 200 метров. Обладательница двух серебряных и двух бронзовых медалей Олимпийских игр. Чемпионка мира в эстафете 4×200 метров вольным стилем на длинной и короткой воде.
Дебютировала в составе сборной страны на чемпионате мира по водным видам спорта 2003 года. Она выиграла первую олимпийскую медаль в Афинах в 2004 году.